# Abronia villosa
Espèce
Classification phylogénétique
Abronia villosa est une espèce de plantes à fleurs de la famille des Nyctaginaceae. Elle est endémique du sud-ouest des États-Unis et du nord du Mexique.

## Description morphologique

### Appareil végétatif
Cette plante annuelle rampante forme des tapis lâches sur le sol. Elle possède des tiges trainant sur le sable pouvant atteindre 90 cm de long. Les tiges de grande taille peuvent présenter de nombreuses ramifications. Les feuilles, un peu collantes, sont couvertes de poils doux. Ces feuilles de 1,3 à 3,8 cm de longueur sont opposées. De forme ovale, elles ont une bordure légèrement festonnée.

### Appareil reproducteur
La floraison survient entre mars et octobre. Des tiges florales apparaissent au niveau des bourgeons axillaires et peuvent se dresser jusqu'à 25 cm au-dessus du sol. Les bractées, de forme lancéolées et longues de 2,5 à 11 mm, sont papyracées, velues et visqueuses. Les fleurs sont en forme de trompette se terminant par un "pavillon" constitué de 5 lobes. Leur couleur varie du rose au magenta, et leur longueur de 10 à 35 mm. 
Le fruit, à l'intérieur spongieux, possède entre 3 et 5 ailes fines à l'extrémité tronquée,.

## Répartition et habitats
Cette plante pousse sur le sol sableux des déserts, même dans les zones très arides. Elle pousse souvent en association avec les communautés végétales Artemisia tridentata ou Larrea tridentata.
Son aire de répartition va du sud-ouest des États-Unis au nord (Californie, Nevada, Arizona, Utah), jusqu'au nord-ouest du Mexique au sud.
Cette plante résistante à la sécheresse demande un sol bien drainé et beaucoup de lumière. Sa croissance en milieu naturel suit généralement les pluies hivernales. Elle peut atteindre l'altitude maximale de 1600 m.

## Systématique
Cette espèce a été décrite en 1873 par le botaniste américain Sereno Watson dans le périodique "American Naturalist". En 1895, le botaniste allemand Andreas Voss proposa de la rattacher à l'espèce Abronia umbellata sous le nom Abronia umbellata fo. villosa, mais cette proposition n'a pas été retenue.
Il existe deux variétés d'Abronia villosa:
- Abronia villosa var. aurita (Abrams) Jepson, aussi appelée Abronia pinetorum (Abrams)[7] : La fleur mesure de 20 à 35 mm et le fruit est peu rugueux[2]
- Abronia villosa var. villosa S. Wats : la fleur mesure de 10 à 20 mm et le fruit est très rugueux[2].

## L'Abronia villosaet l'homme
Les Amérindiens Païutes utilisaient cette plante comme diurétique. Les Shoshones utilisaient la racine broyée comme cataplasme contre les brûlures.